# Двамата
„Двамата“ е български телевизионен игрален филм (историко-революционна драма) от 1974 година на режисьора Иван Касабов, по сценарий на Никола Статков. Оператор е Димитър Хаджиилиев. Музиката е на композитора Атанас Бояджиев, а художник е Ева Йорданова.
Камерна психологическа драма на антифашистка тема .

## Актьорски състав
| Роля                 | Изпълнител        |
| -------------------- | ----------------- |
| полицаят Давид       | Сотир Майноловски |
| партизанинът Герасим | Петър Чернев      |